# Троица (фреска Мазаччо)
«Пресвятая Троица» (итал. La Santissima Trinità), полное название: Пресвятая Троица с Девой Марией, Святым Иоанном и донаторами (итал. La Santissima Trinità, con la Vergine Maria, San Giovanni e i donatori) — знаменитая фреска работы живописца Мазаччо (Томмазо Гвиди) эпохи кватроченто (раннего итальянского Возрождения), находящаяся в доминиканской церкви Санта-Мария-Новелла во Флоренции. Написана в 1425—1426 годах. Её размеры 667 x 317 см.
Эта работа Мазаччо считается одним из фундаментальных произведений, положивших начало эпохе итальянского Возрождения в истории искусства. Известна новаторством в передаче иллюзорной перспективы изображённой на стене воображаемой архитектуры и образами донаторов (заказчиков), включённых в общее сакральное пространство композиции, смело сопоставленной с действительным пространством, в котором находится зритель. Это последняя известная работа художника, умершего всего в двадцать шесть лет.

## Иконография
Произведение Мазаччо является первым классическим изображением Новозаветной Троицы в западноевропейском искусстве, так называемого «Престола Благодати» (итал. Trono di Grazia ), иконография которого имела особенно важное значение для монахов доминиканского ордена. В отличие от Троицы Ветхозаветной, представляемой в образе трёх ангелов, в новой иконографии представлены все три лица Бога: Бог-Отец, поддерживающий крест с распятым Сыном, и Святой дух в виде голубя (над нимбом Христа). В нижней части фрески показан саркофаг со скелетом первого человека на земле — Адама, над которым надпись— «Я был некогда таким, как вы, и вы будете такими, как я» (IO FU' GIÀ QUEL CHE VOI SETE, E QUEL CH’I' SON VOI ANCO SARETE). Надпись соотносится с распространёнными в Средневековье и эпоху раннего Возрождения темами «Пляска смерти», «Триумф смерти» и «Помни о смерти» (Мemento mori).
По сторонам Распятия показаны Дева Мария и Святой Иоанн, ниже, слева от зрителя, но по правую сторону от креста (так всегда изображали мужские фигуры), в молитвенной позе со сложенными руками донатор в плаще и капуччо красного цвета (одежда «гонфалоньеров справедливости»), справа (слева от Распятия) — его супруга. Имена донаторов в точности не известны. Предположительное имя донатора — Лоренцо Ленцо, поскольку он занимал эту должность, а его двоюродный брат фра Бенедетто ди Доменико ди Ленцо умер в 1426 году и был похоронен в этом храме рядом с фреской. Другие кандидаты — фра Лоренцо Кардони (так как он был приором церкви в 1423—1426 годах и соорудил алтарь, который находился раньше перед этой фреской). Возможно, что это фра Алессио Строцци, гуманист и математик, который часто бывал в гостях у таких художников, как Лоренцо Гиберти и Филиппо Брунеллески, и занимал должность приора церкви вслед за Фра Лоренцо Кардони, или Берто ди Бартоломео дель Бандерайо, изображённый на фреске вместе со своей женой Сандрой.
Согласно наиболее распространённой интерпретации иконографии этой фрески, она отсылает нас к традиционным средневековым «двойным капеллам Голгофы», в нижней части которых располагалась символическая гробница Адама, а в верхней части — Распятие. Такие композиции условно представляли храм Гроба Господня в Иерусалиме. Считается, что в такой сложной изобразительной конструкции воплощена идея возвышения (анагогии) человеческого духа к вечному спасению: произрастая из земной жизни (тленного тела) через молитву предстоящих и заступничество Богоматери дух устремляется к Пресвятой Троице.

## Пространственное построение

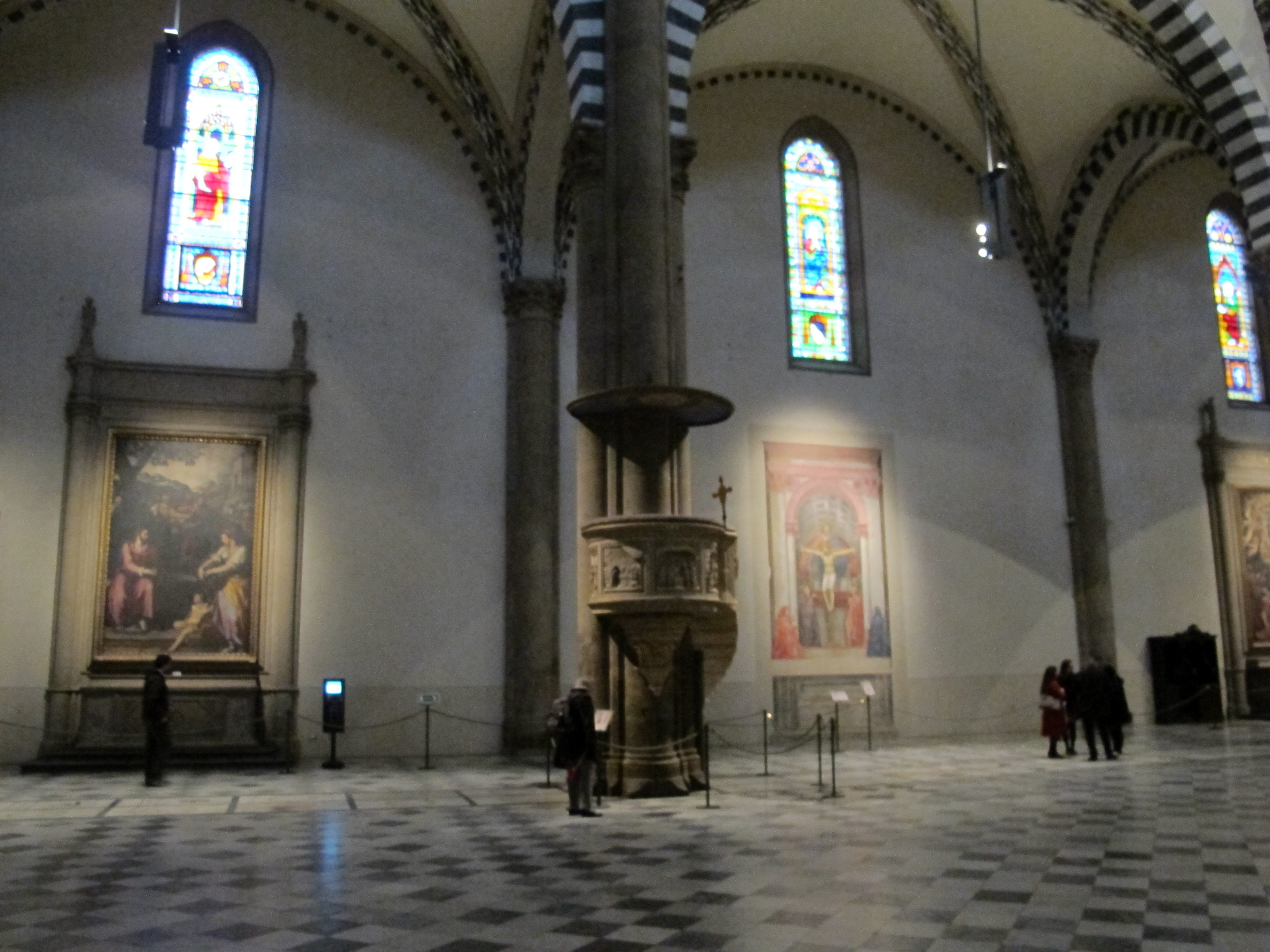
Фреска «Троица» в пространстве нефа церкви

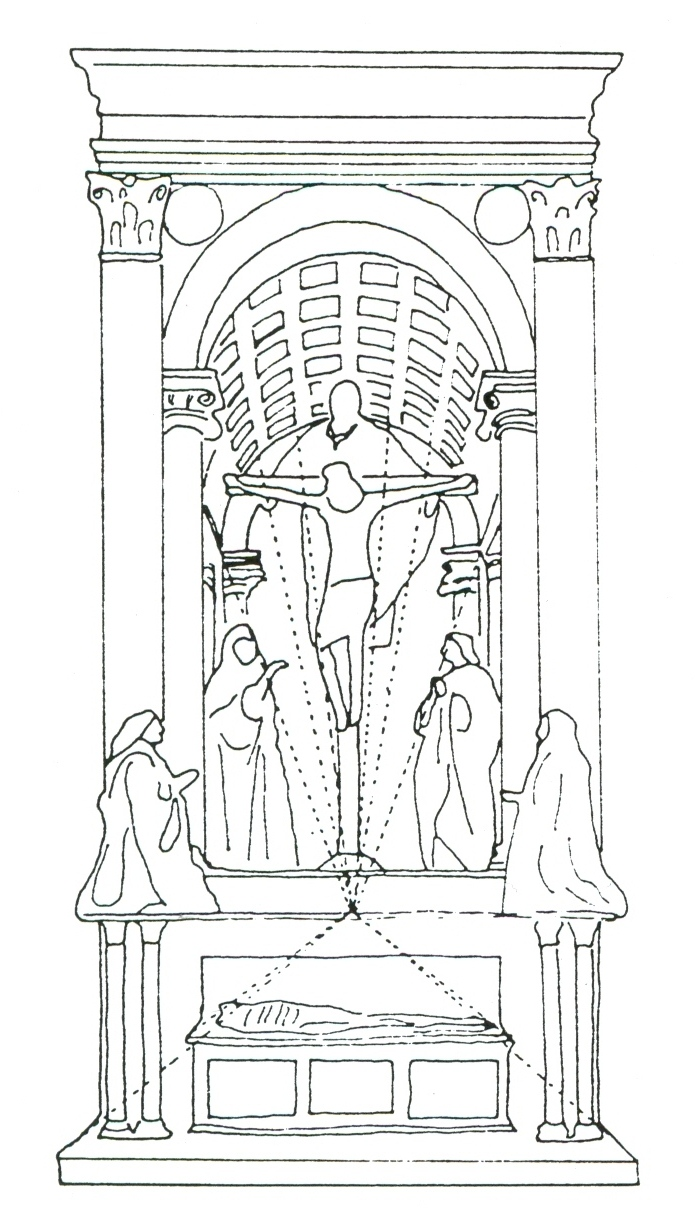
Схема построения линейной перспективы «Троицы» Мазаччо

Вопреки традиционному пониманию этого произведения как шедевра иллюзорной перспективы, о чём восторженно писал Джорджо Вазари: «Но что там помимо фигур красивее всего, так это цилиндрический свод, изображённый в перспективе и разделённый на кессоны с розетками, уменьшающимися и сокращающимися так хорошо, что кажется, будто стена уходит вглубь» (в ином, более точном переводе: «будто стена имеет дыру»; pare che sia bucato quel muro).
Внимание последующих интерпретаторов, прежде всего привлекало странное расположение фрески, препятствующее такой иллюзии. Фреска расположена на стене бокового (западного) нефа (апсида храма обращена на север) и выглядит сторонней, как бы случайно обнаруженной сквозь аркады главного нефа, она даже не вкомпонована в пролёт (травею) нефа, расположена асимметрично относительно находящегося выше окна и, как кажется, слишком низко. Она не вписана в поле стены и, скорее, напоминает плоскую облицовочную плиту, наложенную на стену, чем пространственную композицию. Она выглядит неким учебным эскизом, частным экспериментом. Одно из возможных объяснений сводится к тому, что в этот период ещё не было создано общепризнанного эталона ренессансного интерьера, с которым можно было бы связать живописную перспективу подобной композиции. Интерьер церкви Санта-Мария-Новелла с его стрельчатыми «полосатыми» арками действительно выглядит готическим. Однако к тому времени архитектор Филиппо Брунеллески уже создал в 1423 году интерьер церкви Сан-Лоренцо (интерьер Капеллы Пацци появился позднее, в 1443 году). «В панно Мазаччо пространство существует как бы в снятой форме, в потенции, скорее как графическое обозначение, нежели как зрительная иллюзия».
Фреска в основном написана в серых тонах, почти сливающихся со стеной. Тем более неожиданным выглядит интенсивный розовый цвет. Розовым окрашены нарисованные на стене архитектурные детали (карниз, архивольты арок, капители) будто художник специально их подчёркивает, а также розовые одежды фигур. Причём розовым (тёплым тоном, который по законам зрительного восприятия кажется выступающим вперёд) окрашены как ближние, так и дальние элементы композиции, что усиливает её зрительную плоскостность, противоречащую линейной перспективе. Фигуры донаторов расположены на уровне горизонта зрителя и они изображены в ракурсе снизу, а далее, повышаясь, фигуры увеличиваются в размерах, образуя зрительную пирамиду согласно их символическому значению, одновременно как бы отодвигаясь вглубь, в пространство воображаемой капеллы, кессонированный свод которой дан в сильном ракурсе снизу. Таким образом возникает обратная перспектива, создающая впечатление «нависания» фигур над зрителем, рассматривающим фреску снизу. Однако саркофаг со скелетом Адама, хотя он и занимает нижнюю часть композиции, напротив, виден сверху, как бы находящимся в крипте под полом церкви.
По некоторым версиям на фреске Мазаччо изображены две гробницы: Адама в нижней части и Христа в верхней, что имеет важный сакральный смысл. Существуют реконструкции такого пространства, созданные П. Санпаолези в 1962 году. Такая реконструкция показывает, что Брунеллески (или сам Мазаччо) создал воображаемую пространственную модель алтарной ниши. Воображаемое пространство мнимой капеллы может также объяснить, почему сама фреска никак не связана с пространством действительной архитектуры. Очевидно, что изображённое на стене пространство и последовательность пространственных планов имеют иной, более глубокий философский смысл, чем простое упражнение в геометрической перспективе. «Вся верхняя часть композиции, представленная в ракурсе снизу, — подобна алтарю, находящемуся на возвышении». Фигуры донаторов меньше по размеру, чем более удалённые. Такая обратная перспектива усиливает символическое значение композиции как «восхождения от человеческого к божественному,.. от смерти к вечности. От материальной действительности к реальности духа».
Тем не менее, остаётся вопрос: почему архитектурная часть, начерченная в системе фронтальной перспективы (но при этом свод изображён снизу) и фигуры в пространственном смысле противоречат другу другу. Одно из распространённых объяснений заключается в том, что автор архитектурной части и живописец не договорились или не смогли договориться о единой системе изобразительного пространства. Иное объяснение: увеличение фигур снизу вверх и необычная раскраска архитектурных деталей позволили художнику интуитивно «удерживать» всю композицию в плоскости стены. «Таким образом, иллюзионизм геометрической перспективы не нарушил духовной иерархии персонажей и целостности композиционного решения».
Многие исследователи, в частности Г. Керн в статье 1913 года, предполагают, что архитектурную «сетку» для живописца начертил на стене мастер перспективы, архитектор Филиппо Брунеллески, а живописец только вставил фигуры. Это не доказано, но косвенно подтверждается тем, что написанные несколько архаично и плоскостно фигуры мало соответствуют геометрической перспективе архитектурной части и тем, что последние намеренно выделены розовым цветом. Брунеллески, предположительно, в 1402 году совершил путешествие из Флоренции в Рим, специально для изучения древнеримской архитектуры. Кроме того Э. Панофский обратил внимание, что на фреске Мазаччо цилиндрический свод имеет чётное число кессонов, таким образом, что «центральная ось свода отмечена тем, что можно было бы назвать скрытым готическим ребром, в классическом же цилиндрическом своде количество рядов всегда нечётное, так что центральная ось зрительно не подчёркивается». Между тем именно Брунеллески внедрил это новшество в архитектуру, например в интерьере Капеллы Пацци во Флоренции, и передал это нововведение современникам, в том числе Альберти, который использовал его в церкви Сант-Андреа в Мантуе (проект 1470 года), и Донато Браманте (перспективные хоры церкви Санта-Мария-прессо-Сан-Сатиро в Милане, 1482—1486). Это ещё раз подтверждает версию об участии архитектора в создании фрески. Собственно композиция и расположение фигур оказали значительное влияние на многие последующие алтарные композиции схожего типа, например Алтаря Сант-Антонио в Падуе работы Донателло (1443—1450).

## Реставрации и реконструкции
В 1570 году в церкви построили малый алтарь по заказу семейства Кардони с картиной Дж. Вазари, который закрыл фреску Мазаччо от публики. Фреска оставалась неизвестной до 1861 года, когда она была перенесена на внутреннюю стену фасада между левым и центральным входом в храм. В 1952 году алтарь Вазари был разобран и фреску Мазаччо вернули на старое место. Открывшаяся нижняя часть композиции со скелетом Адама сохранилась не полностью и была дополнена реставраторами. Реставрацией руководил Леонетто Тинтори.
Шарль де Тольнай считал, что нижняя часть фрески в стилевом отношении не соответствует верхней. Другие специалисты предполагали позднейшие изменения части росписи либо утрату каких-то частей, что и создаёт впечатление фрагментарности. Тем не менее, многие алтарные табернакли последующих лет работы Донателло, Дезидерио да Сеттиньяно, Микелоццо ди Бартоломео и многих других художников выполнены под воздействием композиции Мазаччо.

## Детали фрески

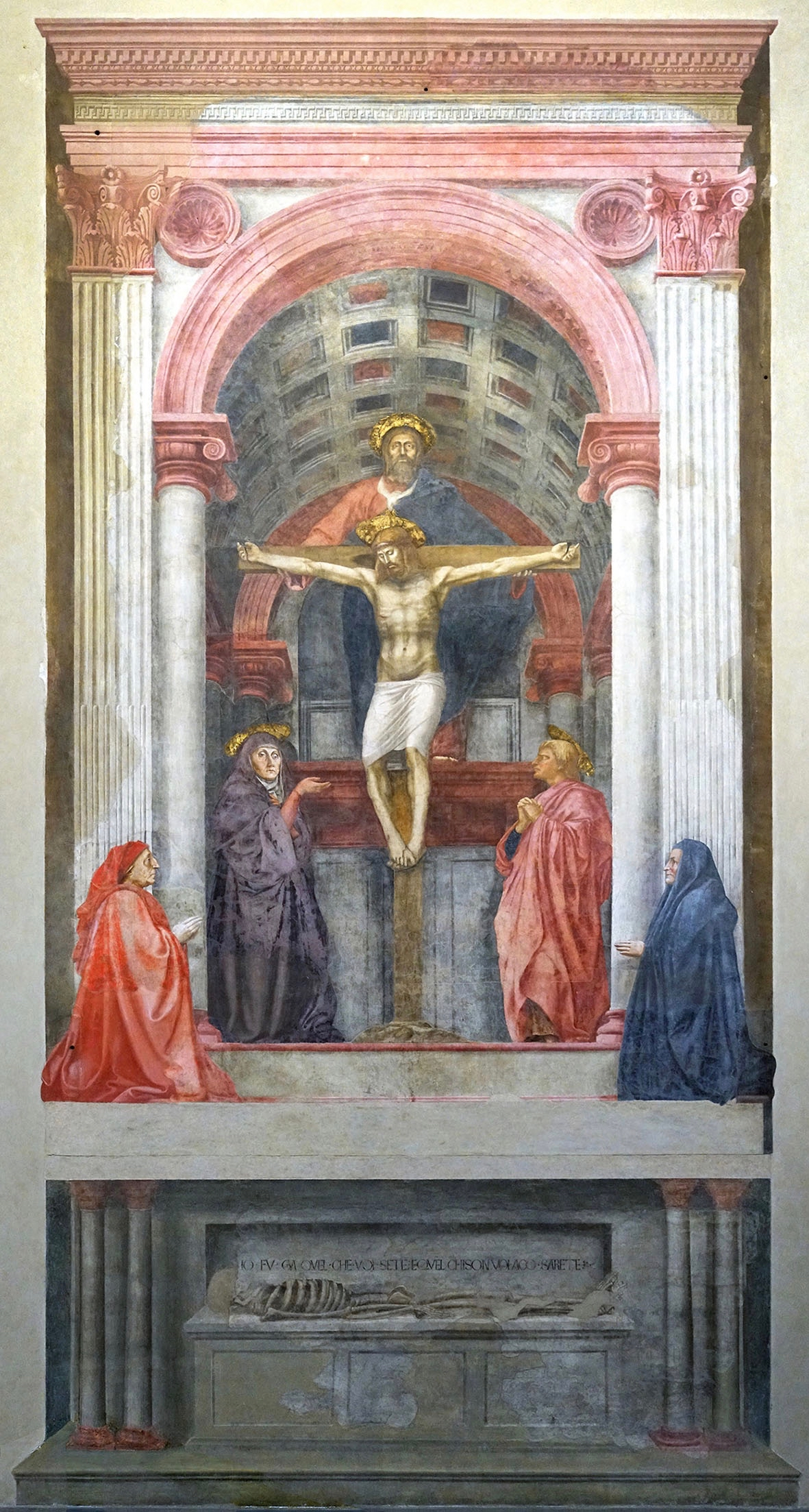
Вид фрески после реставрации
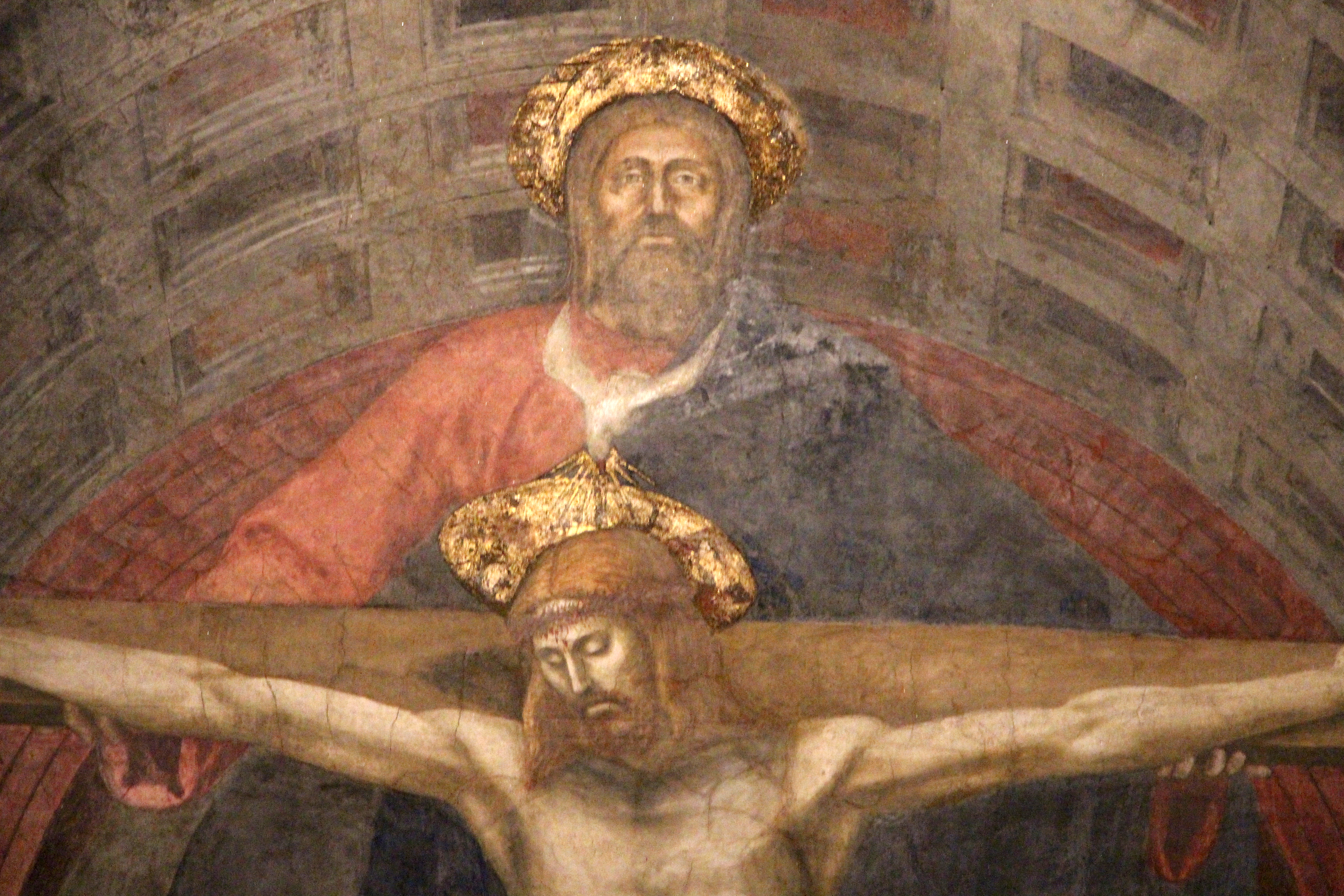
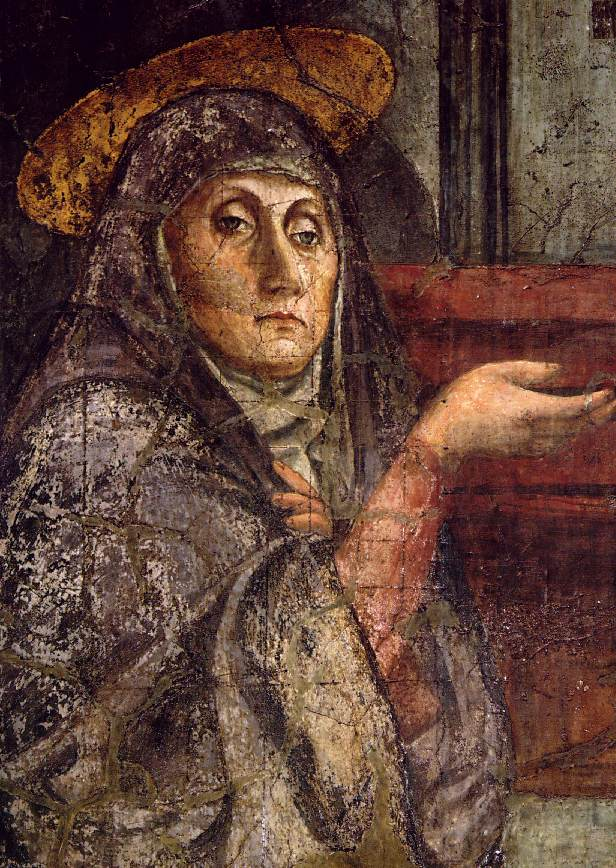
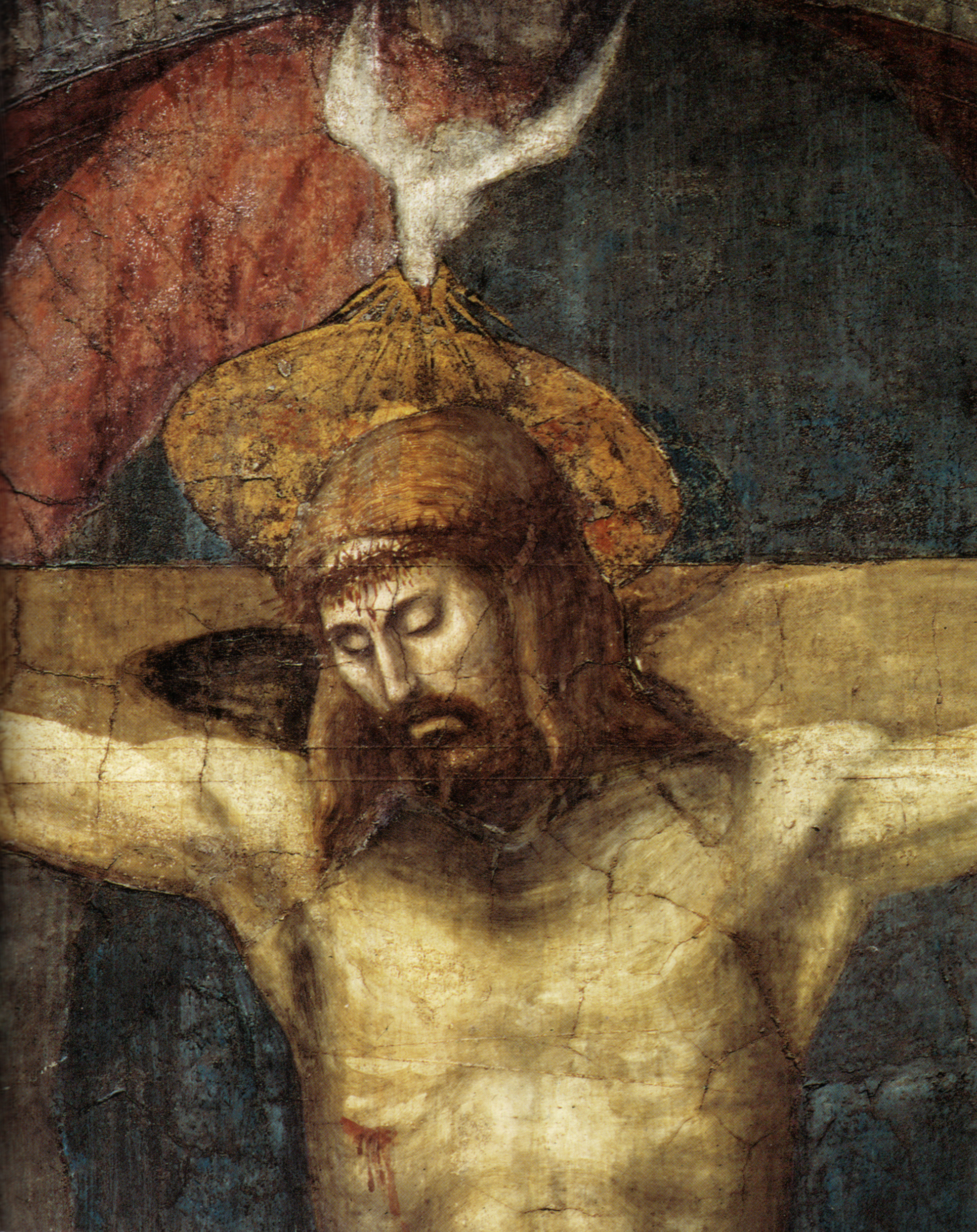
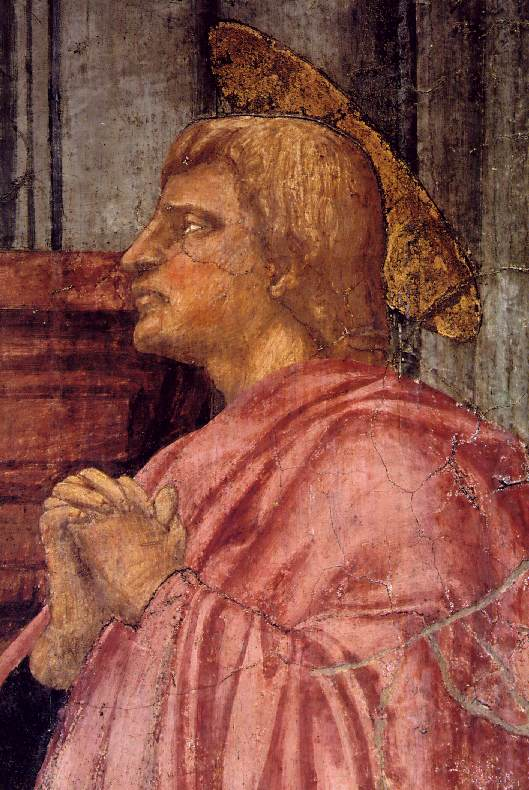
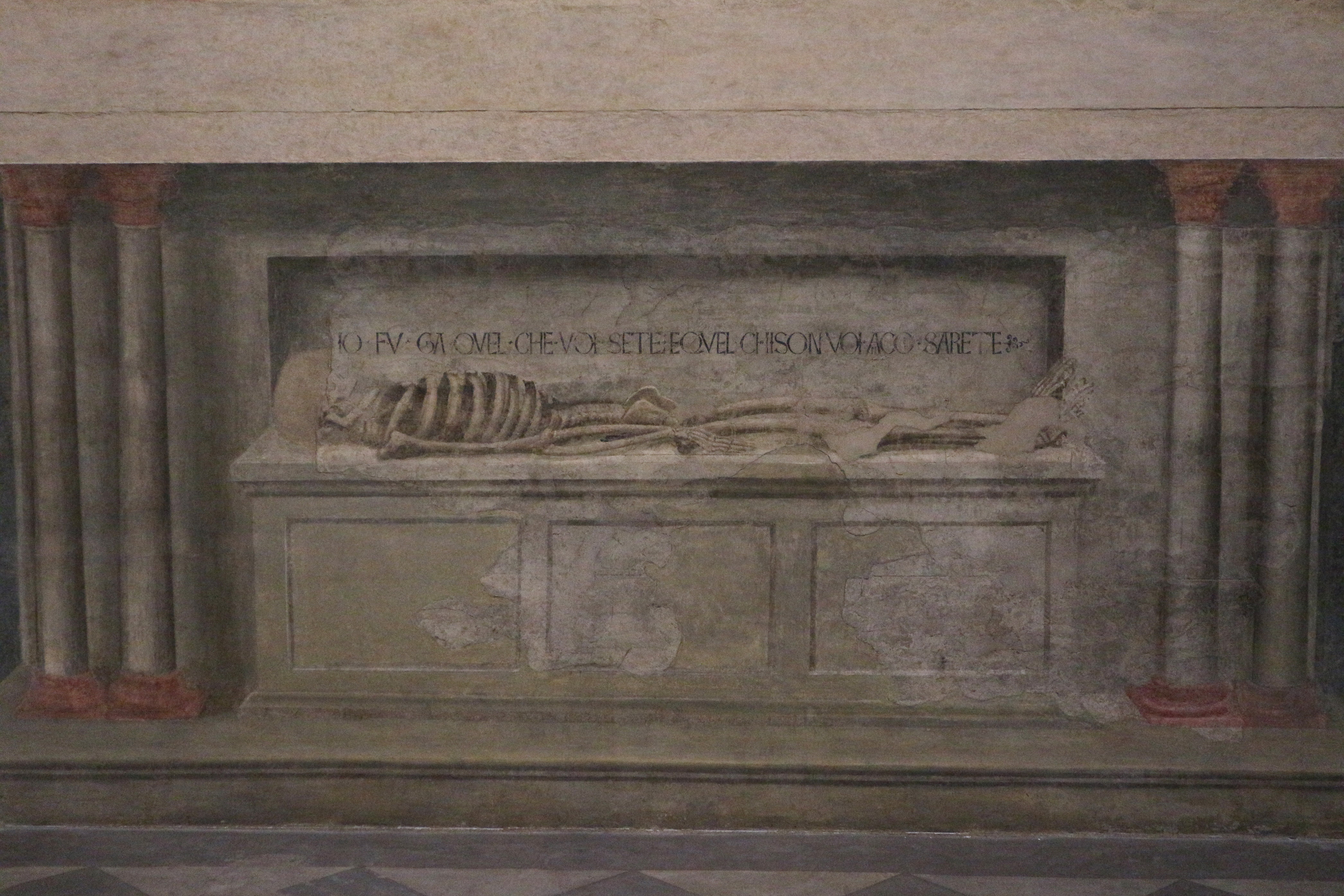